# ТГМ12
ТГМ12 — дослідний радянський маневровий тепловоз, вдосконалена модифікація тепловоза ТГМ6А, відрізняється поліпшеним компонуванням агрегатів, застосуванням безрежимної двотрансформаторної гідропередачі УГП750/1200ПР з вбудованою гідромуфтою приводу компресора, візками з безщелепними буксами колісних пар, можливістю встановлення магніторейкового гальма, застосуванням обандажених коліс. Максимальна швидкість при маневровому режимі роботи — 40 км/год. Мінімальний радіус прохідних кривих — 40 м.

## Особливості конструкції
На тепловозі застосовується систем автоматичного регулювання роботи силової установки для забезпечення підтримки максимального значення сили тяги при рушінні і розгоні, обраної швидкості руху, економічного режиму роботи дизеля.
Гальмівна система тепловоза обладнана протибуксувальним і протиюзним пристроями, гальмівними циліндрами з автоматично регульованим виходом штока. У повітряній системі тепловоза передбачена установка для осушення стисненого повітря.
На колісних парах тепловоза встановлено гребньозмазувачі.
Передбачено забезпечення роботи охолоджувальної установки тепловоза при температурі навколишнього повітря до -60 °С, а також можливість обігріву водяної та мастильної систем двигуна від постійного джерела живлення електроенергією.
На тепловозі застосовано дистанційний пристрій для вимірювання рівня палива і передбачені рівневказівні пристрої для води і мастила двигуна.